# Is This Hyperreal?
Is This Hyperreal? es el cuarto álbum de estudio de la banda alemana de Digital Hardcore Atari Teenage Riot, lanzado en 2011.
Este trabajo vio la luz 12 años después del disco anterior 60 Second Wipeout, tras el cual el grupo se había disuelto, y su líder Alec Empire se había abocado a su carrera en solitario.

## Lista de temas
1. "Activate!"
2. "Blood In My Eyes"
3. "Black Flags"
4. "Is This Hyperreal?"
5. "Codebreaker"
6. "Shadow Identity"
7. "Re-Arrange Your Synapses"
8. "Digital Decay"
9. "The Only Slight Glimmer of Hope"
10. "The Collapse of History"